# Columnea
Columnea är ett släkte av tvåhjärtbladiga växter. Columnea ingår i familjen Gesneriaceae.

## Bildgalleri

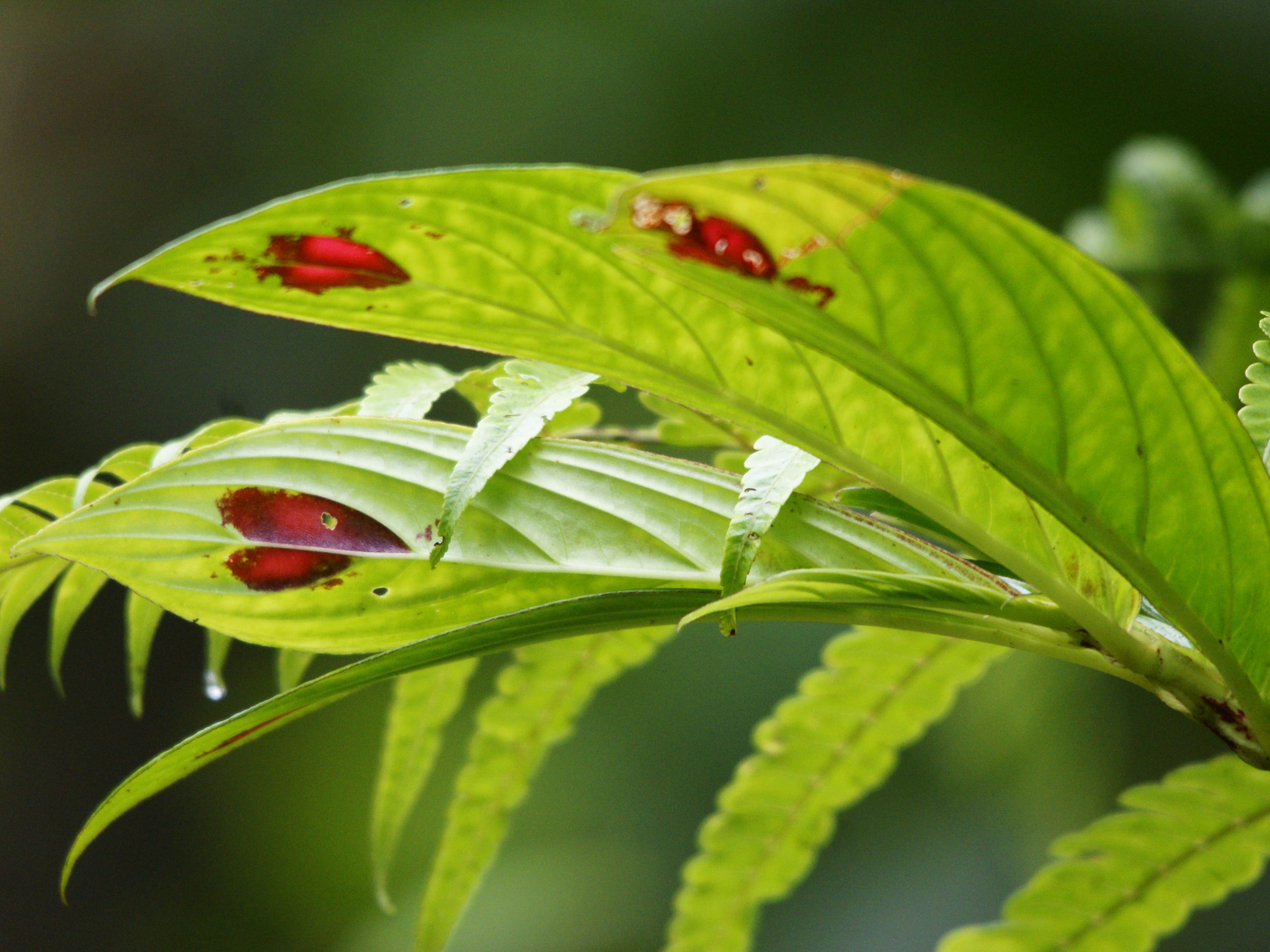
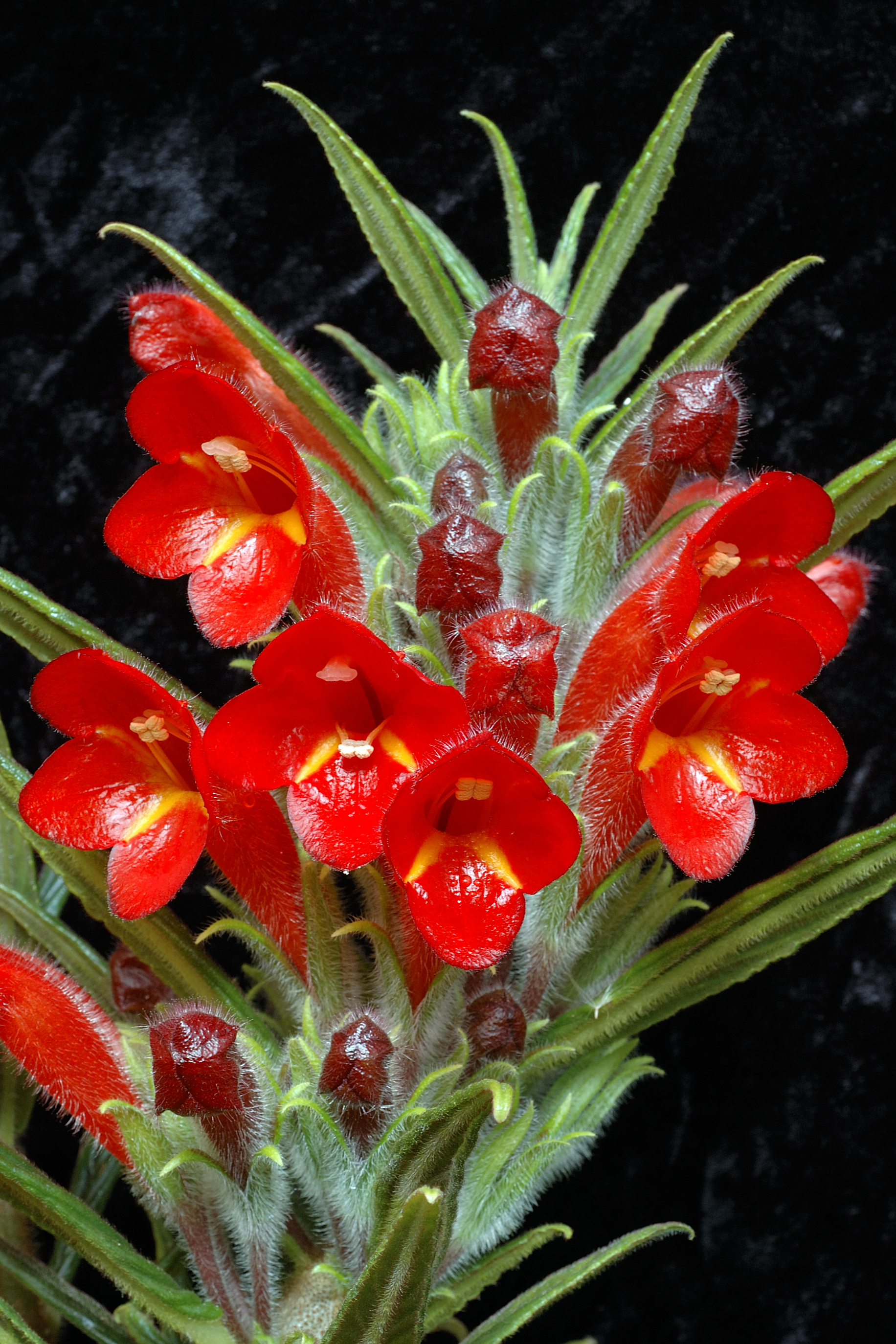
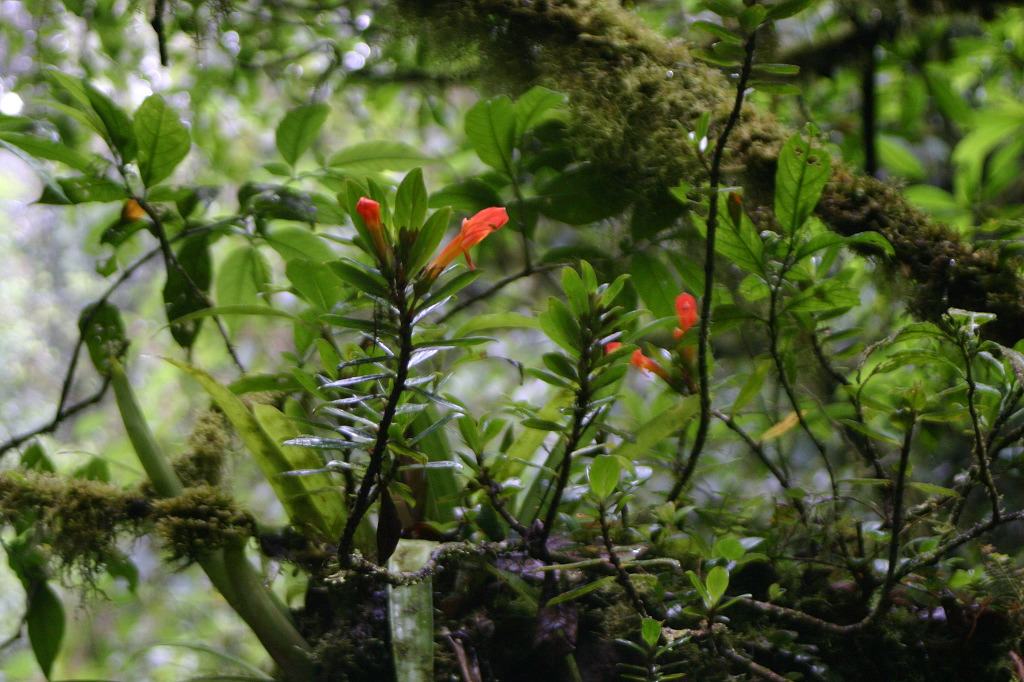
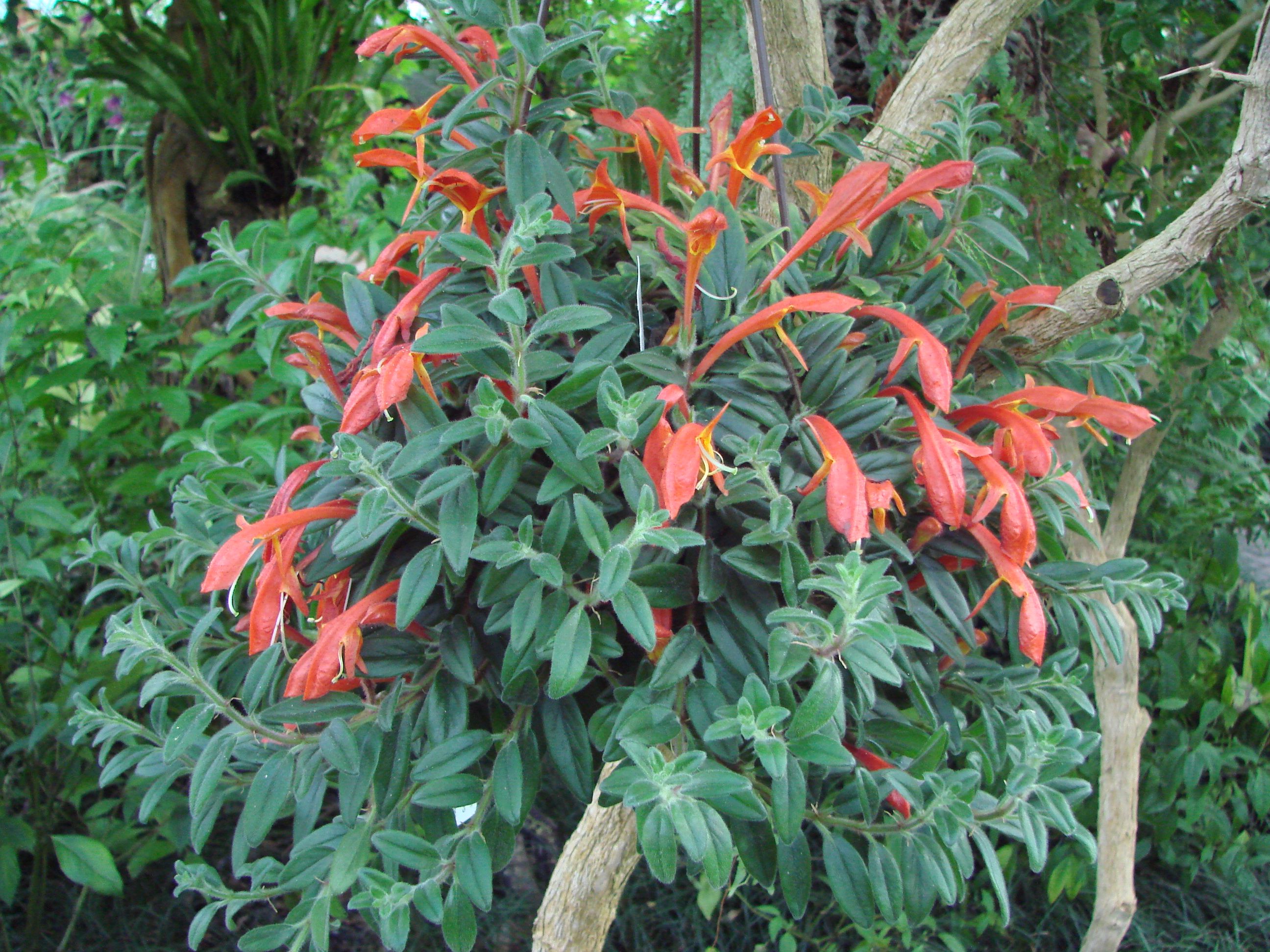
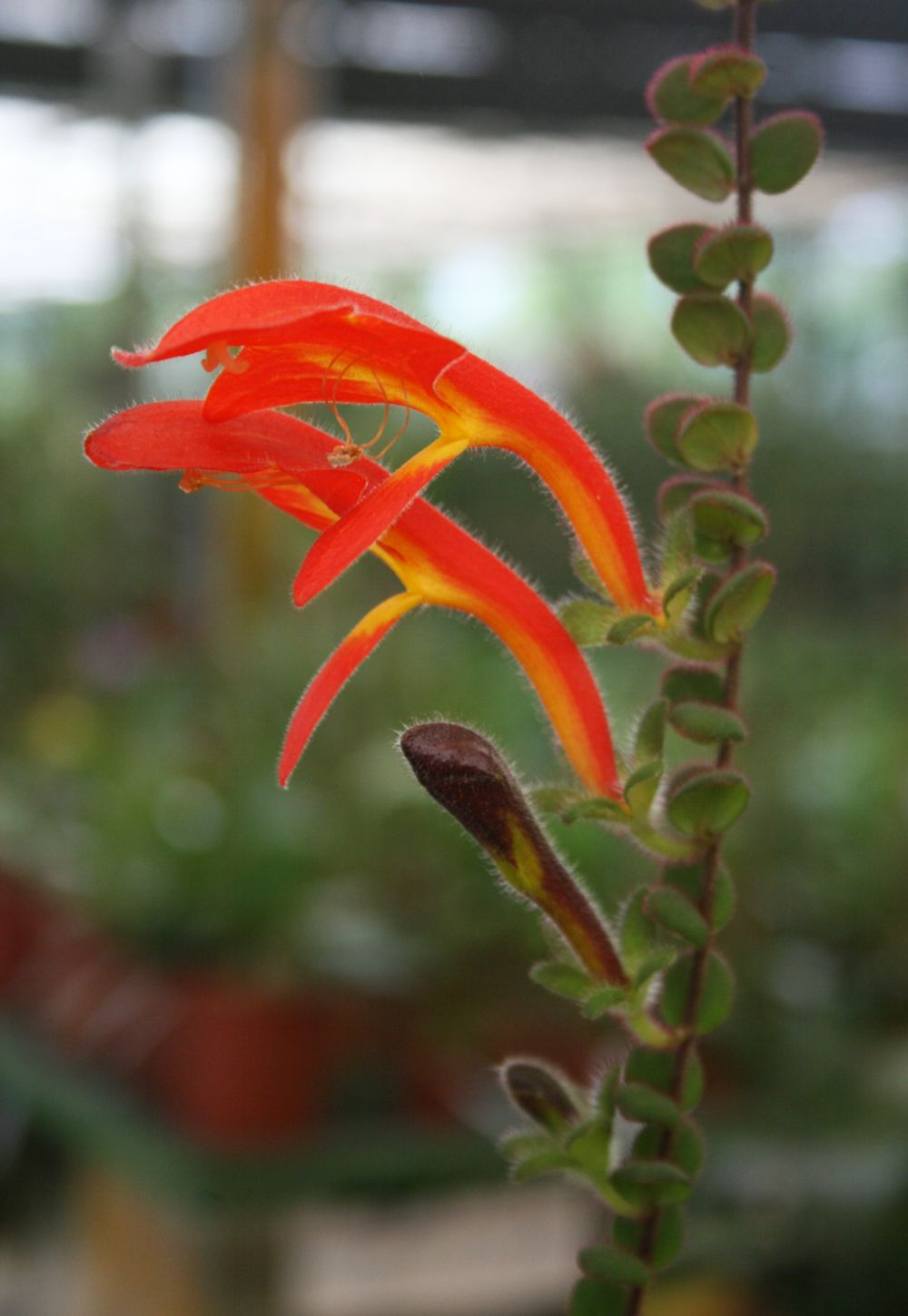
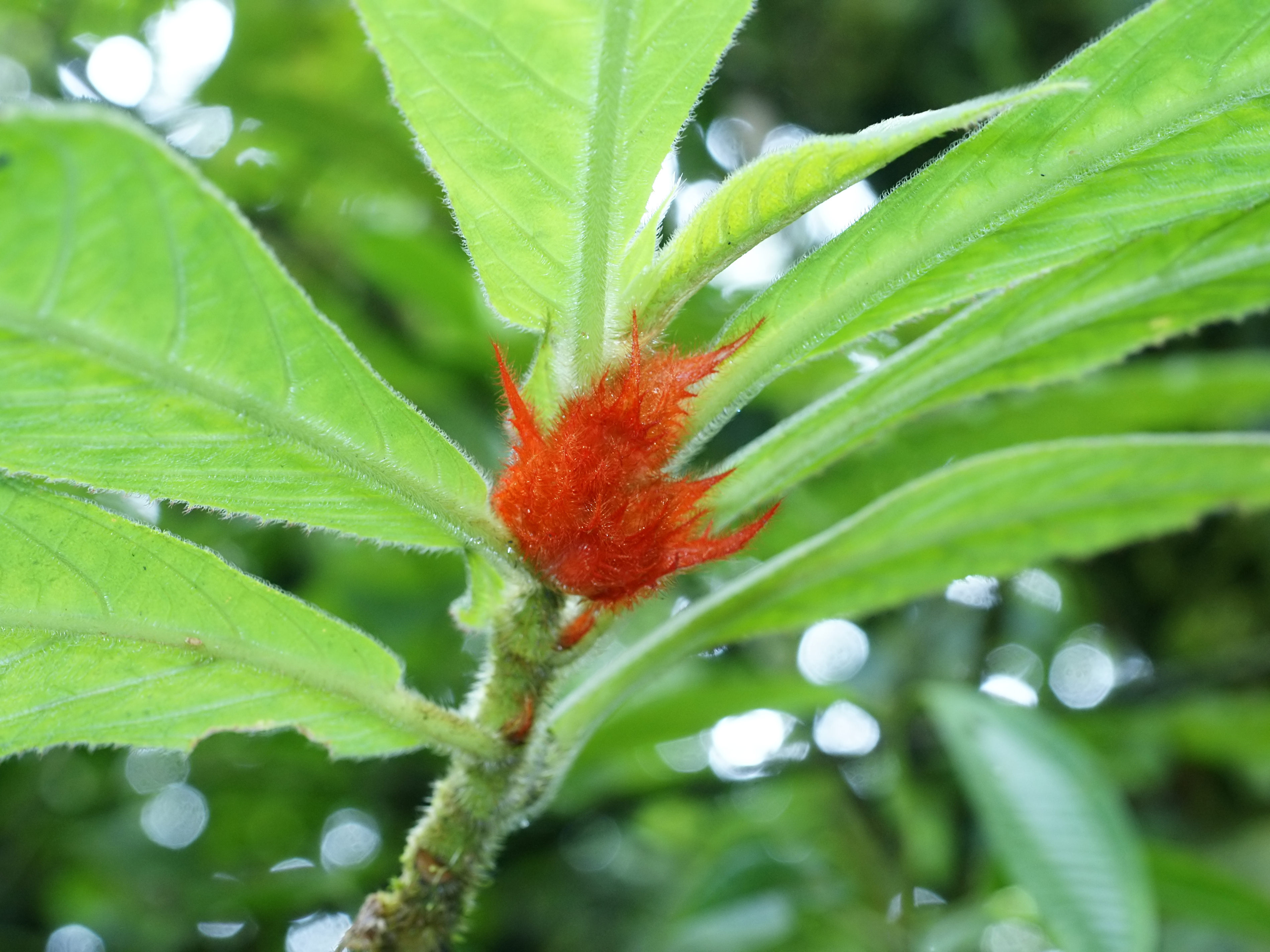

## Dottertaxa tillColumnea, i alfabetisk ordning[1]
- Columnea albiflora
- Columnea aliena
- Columnea allenii
- Columnea ambigua
- Columnea ampliata
- Columnea angustata
- Columnea anisophylla
- Columnea antiocana
- Columnea argentea
- Columnea arguta
- Columnea asteroloma
- Columnea atahualpae
- Columnea aurantia
- Columnea aurea
- Columnea bilabiata
- Columnea billbergiana
- Columnea brenneri
- Columnea brevipila
- Columnea byrsina
- Columnea calotricha
- Columnea capillosa
- Columnea cerropirrana
- Columnea chiricana
- Columnea chrysotricha
- Columnea ciliata
- Columnea citriflora
- Columnea cobana
- Columnea colombiana
- Columnea consanguinea
- Columnea coronata
- Columnea coronocrypta
- Columnea crassa
- Columnea crassicaulis
- Columnea crassifolia
- Columnea cruenta
- Columnea cuspidata
- Columnea dictyophylla
- Columnea dielsii
- Columnea dimidiata
- Columnea dissimilis
- Columnea domingensis
- Columnea dressleri
- Columnea eburnea
- Columnea elongatifolia
- Columnea ericae
- Columnea erythrophaea
- Columnea erythrophylla
- Columnea eubracteata
- Columnea fawcettii
- Columnea fernandezii
- Columnea filamentosa
- Columnea filifera
- Columnea filipes
- Columnea fimbricalyx
- Columnea flaccida
- Columnea flava
- Columnea flexiflora
- Columnea florida
- Columnea formosa
- Columnea fritschii
- Columnea fuscihirta
- Columnea gallicauda
- Columnea gigantifolia
- Columnea glabra
- Columnea glicensteinii
- Columnea gloriosa
- Columnea grandifolia
- Columnea grisebachiana
- Columnea guatemalensis
- Columnea guianensis
- Columnea guttata
- Columnea harrisii
- Columnea herthae
- Columnea hiantiflora
- Columnea hirsuta
- Columnea hirsutissima
- Columnea hirta
- Columnea hispida
- Columnea hypocyrtantha
- Columnea illepida
- Columnea inaequilatera
- Columnea incarnata
- Columnea incredibilis
- Columnea isernii
- Columnea kalbreyeriana
- Columnea katzensteiniae
- Columnea kienastiana
- Columnea kucyniakii
- Columnea labellosa
- Columnea laevis
- Columnea lanata
- Columnea lariensis
- Columnea lehmannii
- Columnea lepidocaula
- Columnea linearis
- Columnea longinervosa
- Columnea lophophora
- Columnea maculata
- Columnea magnifica
- Columnea manabiana
- Columnea mastersonii
- Columnea matudae
- Columnea medicinalis
- Columnea mentiens
- Columnea microcalyx
- Columnea microphylla
- Columnea minor
- Columnea minutiflora
- Columnea mira
- Columnea moesta
- Columnea moorei
- Columnea nariniana
- Columnea nematoloba
- Columnea nervosa
- Columnea nicaraguensis
- Columnea oblongifolia
- Columnea ochroleuca
- Columnea oerstediana
- Columnea orientandina
- Columnea ornata
- Columnea ovatifolia
- Columnea oxyphylla
- Columnea pallida
- Columnea panamensis
- Columnea paramicola
- Columnea parviflora
- Columnea pectinata
- Columnea pedunculata
- Columnea pendula
- Columnea perpulchra
- Columnea peruviana
- Columnea picta
- Columnea polyantha
- Columnea poortmannii
- Columnea praetexta
- Columnea proctorii
- Columnea pubescens
- Columnea pulcherrima
- Columnea pulchra
- Columnea purpurata
- Columnea purpureovittata
- Columnea purpurimarginata
- Columnea purpusii
- Columnea querceti
- Columnea queremalensis
- Columnea raymondii
- Columnea repens
- Columnea reticulata
- Columnea rileyi
- Columnea ringens
- Columnea robusta
- Columnea rosea
- Columnea rubida
- Columnea rubra
- Columnea rubriacuta
- Columnea rubribracteata
- Columnea rubricalyx
- Columnea rubricaulis
- Columnea rubrocincta
- Columnea rutilans
- Columnea sanguinea
- Columnea sanguinolenta
- Columnea scandens
- Columnea schiedeana
- Columnea schimpffii
- Columnea segregata
- Columnea sericeo-villosa
- Columnea serrata
- Columnea silvarum
- Columnea skogii
- Columnea spathulata
- Columnea strigosa
- Columnea subcordata
- Columnea suffruticosa
- Columnea sulcata
- Columnea sulfurea
- Columnea tandapiana
- Columnea tenella
- Columnea tenensis
- Columnea tenuis
- Columnea tessmannii
- Columnea tincta
- Columnea tomentulosa
- Columnea trollii
- Columnea tutunendana
- Columnea ulei
- Columnea ultraviolacea
- Columnea urbanii
- Columnea verecunda
- Columnea villosissima
- Columnea vinacea
- Columnea vittata
- Columnea xiphoidea
- Columnea zebrina